# Olof Ekerman
Olof Ekerman, född 1697 i Jönköping, död 28 maj 1742, var en svensk borgmästare, riksdagsledamot och politiker.

## Biografi
Olof Ekerman föddes 1697 i Jönköping. Han var son till assessor Bengt Nilsson Ekerman (1670–1719) och Margareta Hägerhjälm. Ekerman blev 1716 student vid Uppsala universitet och 1718 auskultant i Göta hovrätt.  1722 blev han rådman och kämnärspreses i Norrköping. Ekerman blev 1728 politieborgmästare i staden och fick 1741 titeln assessor. Han avled 1742.
Ekerman var riksdagsledamot för borgarståndet i Norrköping vid riksdagen 1731. Han fick 1735 privilegium tillsammans med några fler intressenter att tillverka boyer, friser, stoffer och tröjor på ett sockerraffinaderi.
Ekerman gifte sig 1724 med Beata Berg.